# Globoki potok (Završnica)
Globoki potok je potok, ki izvira na zahodnih pobočjih gore Begunjščica (Karavanke) in se kot levi pritok izliva v potok Završnica, ta pa se v bližini naselja Moste v občini Žirovnica kot levi pritok izliva v reko Savo.